# Wintersun
Wintersun (з фін. «Зимове сонце») — фінський мелодік-дез-метал гурт.
Стиль Wintersun є поєднанням мелодійного дез-металу з елементами симфонік-металу і фолк-металу. Найближчими стилістичними аналогами Wintersun є Norther, Ensiferum, Children of Bodom, Edenbridge.

## Історія гурту

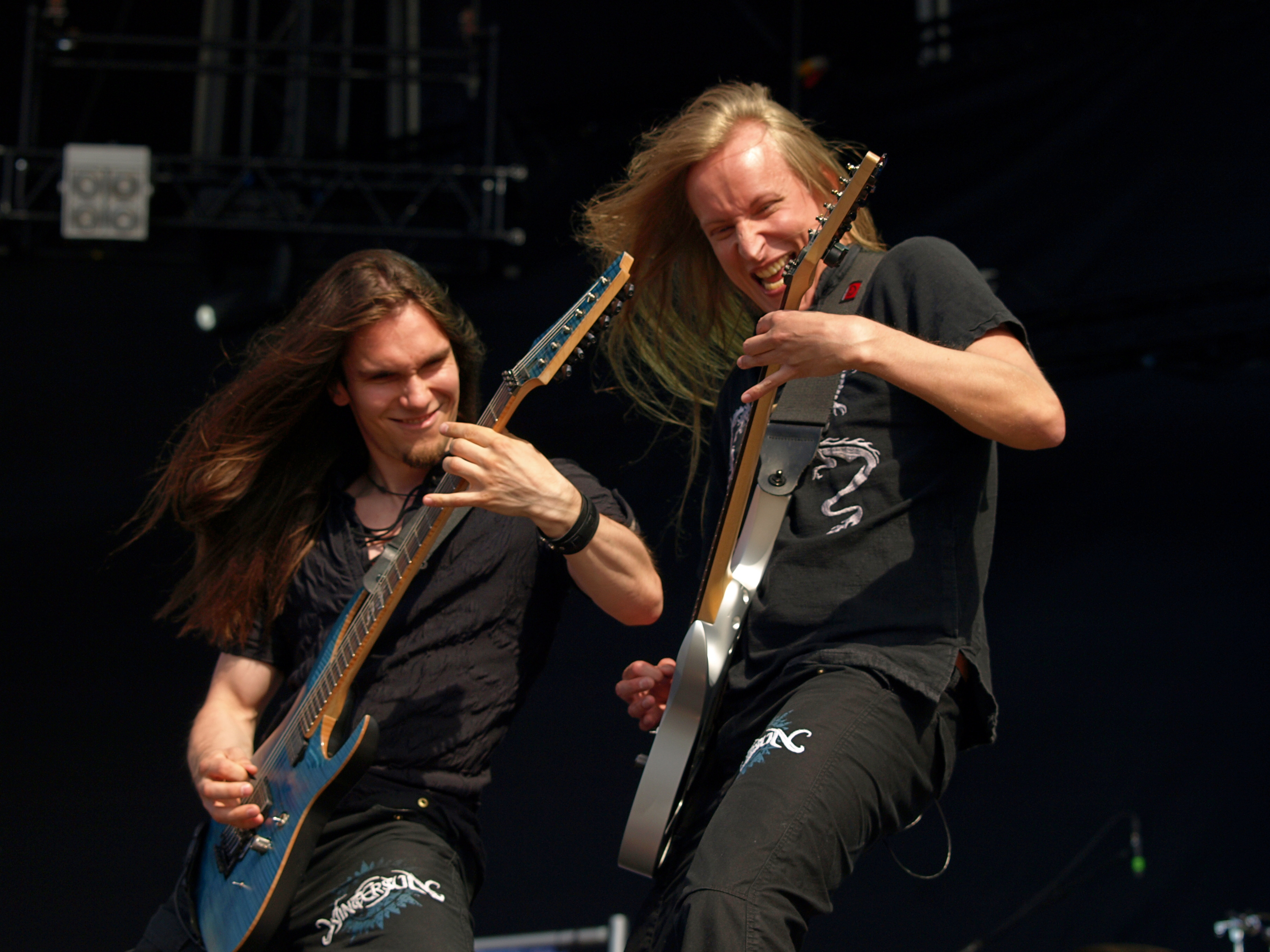
Виступ на Tuska Open Air, 2013

Колектив засновано у 2004 році вокалістом і гітаристом Ярі Мяенпяя, колишнім учасником героїк-фолк-метал-гурту Ensiferum, і ударником Каєм Хахто. Ними записаний демо-альбом Winter Madness. Дебютний альбом під назвою Wintersun видано у вересні 2004 року на великому лейблі Nuclear Blast Records, що займається важкою музикою. Всі партії вокалу та інструментів, крім ударних були записані одним Мяенпяя (ударні для альбому записав Кай Хахто). Для живих виступів Wintersun об'єдналися з басистом Norther Юкою Коскіненом.
Протягом останніх 7 років готується до виходу другий студійний альбом «Time».
Згідно з останньою інформацією, альбом Time буде складатися з двох частин, перша з яких видана 19 жовтня 2012 року. Вихід другої частини планувався на перший квартал 2014, але був відкладений на невизначений термін.
17 липня 2017 року був виданий альбом «The Forest Seasons», а гурт за допомогою краудфаундинга зміг зібрати частину коштів на будівництво студії, необхідної для продовження роботи над Time II. На одному з концертів була виконана пісня «The Way Of The Fire» з майбутнього альбому, проте невідомо чи залишиться вона на ньому коли він буде виданий.
Це досить різноманітний матеріал — від швидкісних фолк-блекових номерів до потужних хеві-метал-бойових і красивих розмірених епічних композицій. Складно визначити стиль альбому одним словом, сам же автор вважає за краще визначення Extreme Melodic Majestic Metal. Вокал і всі інструменти записав сам Mäenpää, якого підтримав лише барабанщик Kai Hahto (Rotten Sound). Записано в Sundi Coop Studios продюсером Tuomo Valtonen, який працював з багатьма відомими фінськими командами (Finntroll Darkwood My Betrothed, Nattvidens Grat, Diablerie). Зведення — в Sonic Pump Studios (Thyestean Feast, Thunderstone, Imperanon) зробив Nino Laurenne, учасник Thunderstone. Мастеринг — Mika Jussila, Finnvox Studios (Nightwish, Stratovarius, Sonata Arctica, Sinergy, Amorphis, Therion, To / Die / For).

## Дискографія

### Демо
- 2004 — Winter Madness

### Студійні альбоми

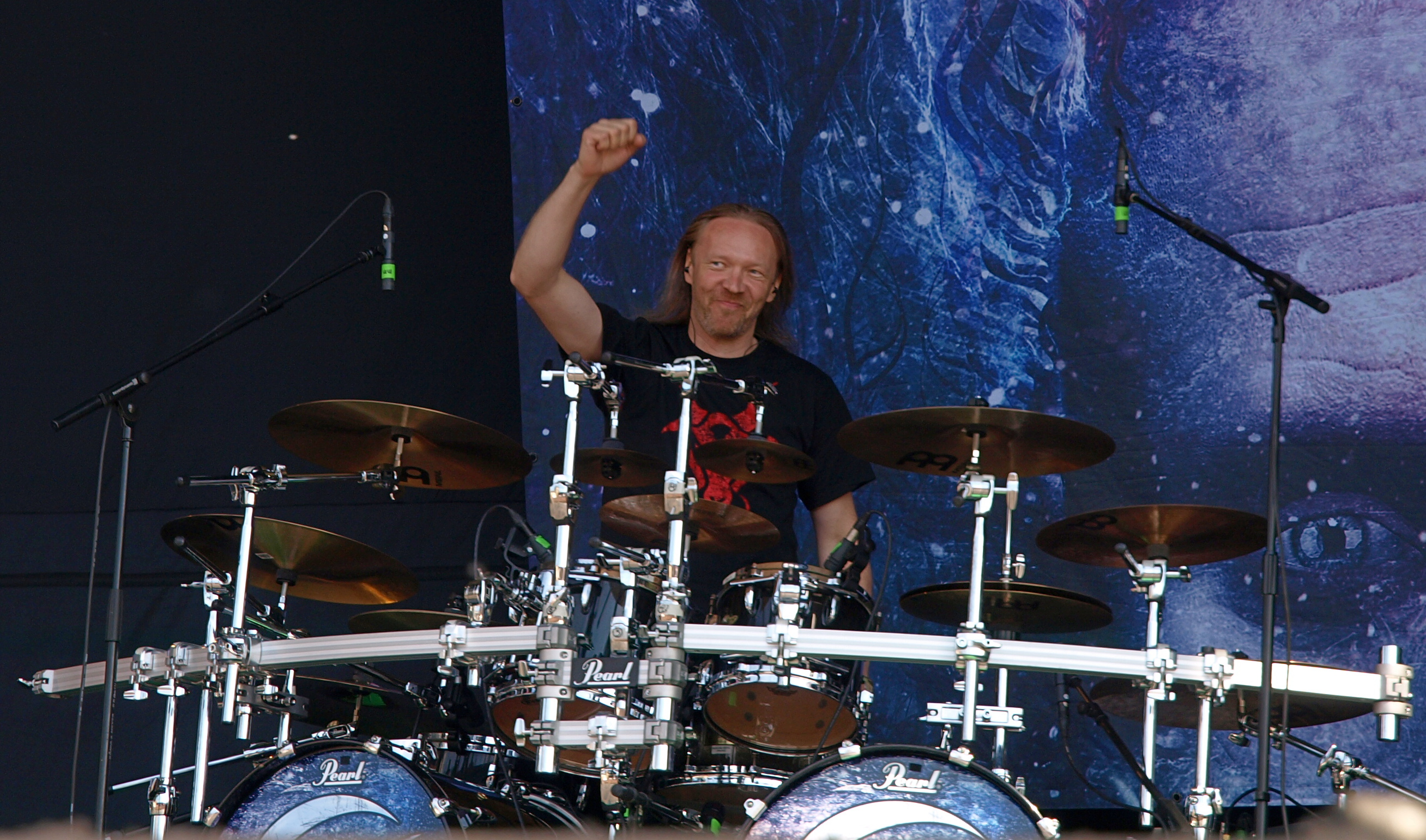
Кай Хатхо на Tuska Open Air, 2013 р.

- Wintersun (2004)
- Time I (2012)
- The Forest Seasons (2017)

### Концертні альбоми
- Wintersun: Tour Edition (2006)
- Live at Tuska Festival (2013)

### DVD
- Live Summerbreeze (2005)

### Відеокліпи
- 2004 — Beyond The Dark Sun

## Склад
- Ярі Мяенпяя (фін. Jari Mäenpää) — вокал, гітара, клавішні та синтезатори, програмування
- Юка Коскінен (фін. Jukka Koskinen) — бас-гітара
- Кай Хахто (фін. Kai Hahto) — ударні
- Теєму Мантісаарі (фін. Teemu Mäntysaari) — гітара
- Асім Сірах (анг. Asim Searah) — гітара